# クズルウルマク川
クズルウルマク川（クズルウルマクがわ、クズル川 - トルコ語: Kızılırmak Nehri、マラシャンタ - ヒッタイト語: Maraššantiya、ハリュス川 - 古代ギリシア語: Ἅλυς / Halys）はトルコを流れる川。トルコに水源と河口の両方がある川としては最長である。クズルは「赤」を、ウルマクは「川」を意味するつまり「赤い川」という意味となる。水力発電に使われている。水深が浅いので船舶の航行には適さない。

## 地理
クズル川は東部アナトリア高原を源流（北緯39度48分 東経38度18分 / 北緯39.8度 東経38.3度）に延長1,150キロメートルをほぼ右回りで半周して黒海に注ぐ。始めは西あるいは南西に流れ、「ハリス川の曲がり」（北緯38度42分 東経34度48分 / 北緯38.7度 東経34.8度）と呼ばれる場所で流れを西から北西へと大きく変える。それからトゥズ湖の北東を通って、デリジェ川 と合流する（北緯40度28分 東経34度08分 / 北緯40.47度 東経34.14度）。そこからジグザグに流れて北西に進み、デヴレズ川と合流する（北緯41度06分 東経34度25分 / 北緯41.10度 東経34.42度）。そこから北東に流れを変えて黒海に注ぐ（北緯41度43分 東経35度57分 / 北緯41.72度 東経35.95度）。
河口の三角州にはヨシ原、季節的に浸水する森林、砂丘や砂浜が広がり、1998年にラムサール条約登録地となった。

## 歴史

紀元前600年頃のメディア王国

ヒッタイトはこの川をマラシャンタ（ヒッタイト語: Maraššantiya）と呼んだ。アナトリア半島西部のリディアと、東の大国メディア王国の国境がこのあたりであり、紀元前585年にメディア王国がリディアに攻め込む戦争があったが、偶然起こった日食に不吉を感じて両国は和平し、この川が国境と定められた（日食の戦い）。
紀元前547年、メディアに取って代わったアケメネス朝の君主キュロス2世がリディアに攻め込んで属国とし、国境としての意味は失われた。

## 自然

### 生き物
- ウナギ科
  - ヨーロッパウナギ Anguilla anguilla
- トウゴロウイワシ科（英語版）
  - Atherina boyeri
- タニノボリ科
  - Oxynoemacheilus eregliensis 固有種
  - Oxynoemacheilus kosswigi
  - Oxynoemacheilus banarescui
- コイ科
  - Alburnoides bipunctatus
  - Alburnus chalcoides
  - Barbus tauricus
  - Capoeta sieboldii
  - Chondrostoma angorense
  - コイ Cyprinus carpio
  - チャブ Squalius cephalus
  - テンチ Tinca tinca
- ハゼ科
  - モンキーゴビー Neogobius fluviatilis
  - ラウンドゴビー Neogobius melanostomus
- ペルカ科（パーチ科）
  - ヨーロピアンパーチ Perca fluviatilis
  - パイクパーチ Sander lucioperca
- カダヤシ科（カダヤシ）
  - トウヨウカダヤシ Gambusia holbrooki
- サケ科
  - 黒海鮭 Salmo trutta labrax
  - ニジマス Oncorhynchus mykiss
- ナマズ科
  - ヨーロッパオオナマズ Silurus glanis
- ヨウジウオ科（英語版）
  - Syngnathus abaster
  - Syngnathus acus

## 画像

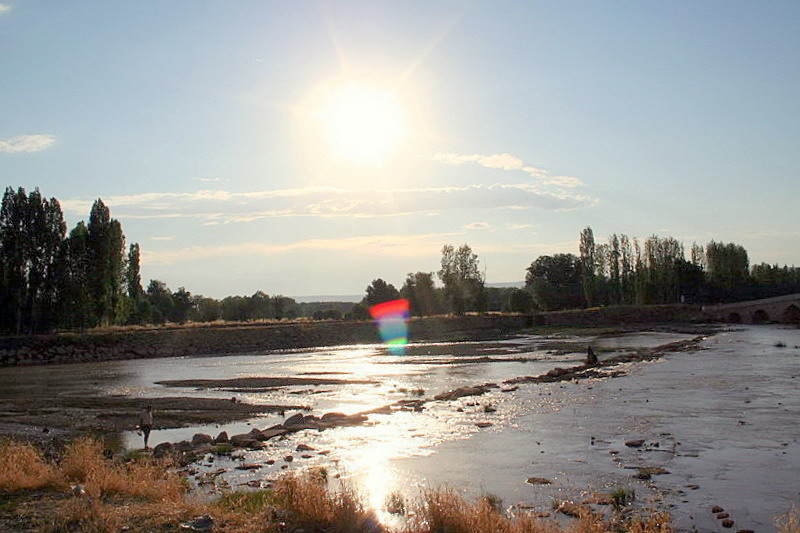
スィヴァス付近
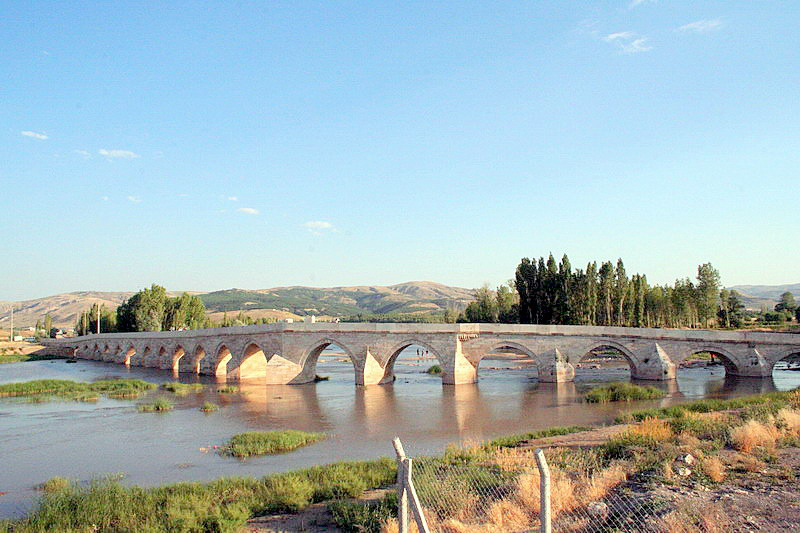
スィヴァス付近
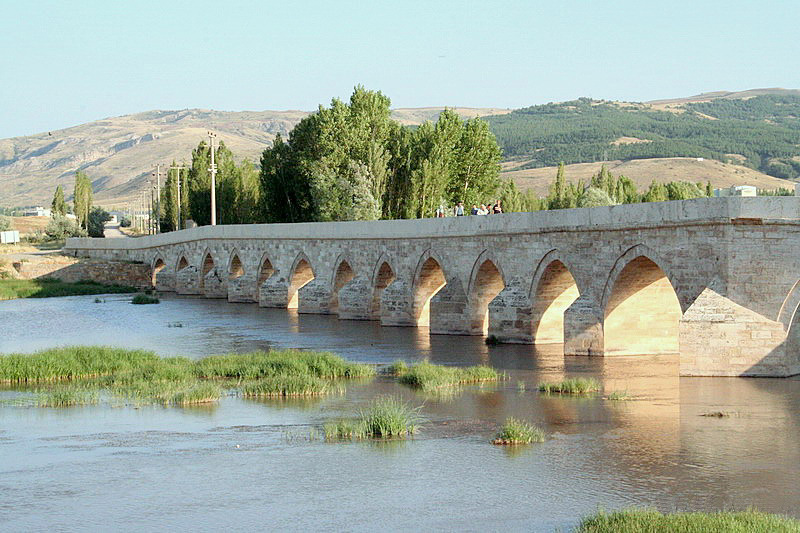
スィヴァス付近
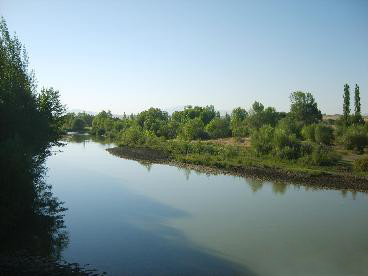
スィヴァス付近
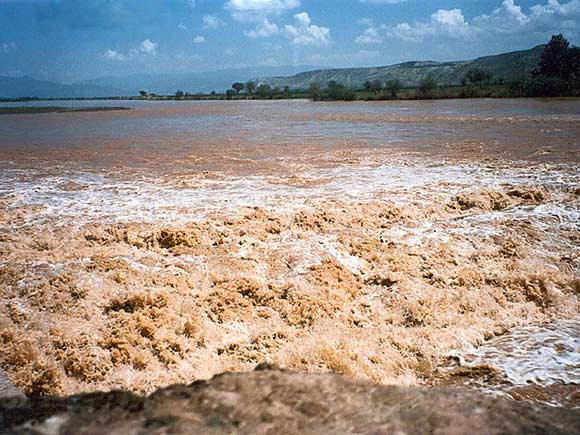
チョルム県イスキリップ（İskilip）付近
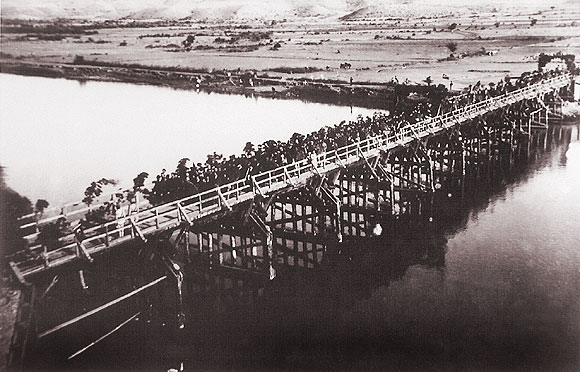
チョルム県イスキリップにかかる木橋、1925年
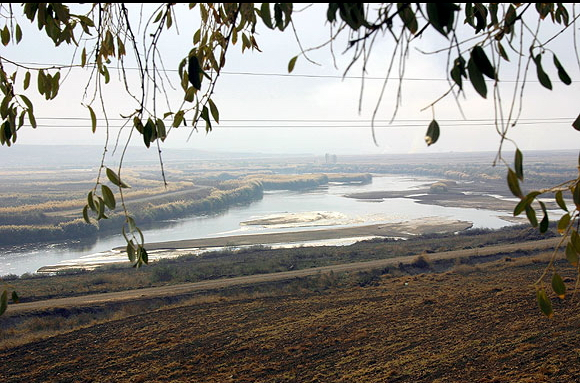
タイブ平原（トルコ語版）のイスキリップを流れるクズル川